# Encyclia incumbens
Encyclia incumbens är en orkidéart som först beskrevs av John Lindley, och fick sitt nu gällande namn av David John Mabberley. Encyclia incumbens ingår i släktet Encyclia och familjen orkidéer. Inga underarter finns listade i Catalogue of Life.